# Torpedo Nižnij Novgorod
Il Torpedo Nižnij Novgorod è una squadra di hockey su ghiaccio russa di Nižnij Novgorod che gioca nel massimo campionato europeo, la KHL.

## Storia
Il Torpedo è entrato nella storia per essere stata la prima squadra provinciale a finire nei primi 3 posti del massimo campionato sovietico (secondo posto nel 1961). La squadra ha vinto per due volte (nel 2003 e nel 2007) la VHL.

## Arena
Il Torpedo un tempo giocava le partite casalinghe presso la Konovalenko Sports Palace, arena dedicata alla memoria di Viktor Konovalenko, che fu uno dei più famosi portieri che giocarono per la squadra di Nižnij Novgorod. Attualmente la squadra gioca invece alla Trade Union Sport Palace, dalla capacità di 5.500 persone.

## Palmarès

### Competizioni nazionali
- Vysšaja Liga: 2

2002-2003, 2006-2007